# Adonisea petulans
Adonisea petulans là một loài bướm đêm trong họ Noctuidae.